# Восстание польско-литовских татар
Восстание польско-литовских татар, устроенное несколькими служивыми польско-литовскими татарами на территории Речи Посполитой, произошло в 1672 году. Непосредственной причиной восстания стала задержка выплаты жалования, хотя свою роль сыграло и усиление ограничений установленных привилегий и свободы вероисповедания.

## Причины
Польско-литовские татары поселились в Великом княжестве Литовском в XIV веке, в дальнейшем став одним из народов Речи Посполитой. Им был присвоен дворянский статус, в дальнейшем они приняли участие в Грюнвальдской битве на стороне Речи Посполитой. Они сформировали военную касту внутри Польско-Литовской унии, сохранив при этом мусульманскую религию и татарские традиции.
До этого восстания татары покорно служили Речи Посполитой и считались одними из лучших и самых преданных её солдат. В начале шестнадцатого века эмиссары Крымского ханства пытались склонить их к предательству Речи Посполитой, но те ответили отказом, заявляя, что «Ни Бог, ни Пророк не прикажут вам грабить, и они не прикажут нам быть неблагодарными. Победив вас, мы просто убиваем обычных бандитов, а не своих братьев!»
Впоследствии польско-литовские татары сражались на польско-литовской стороне против османов и Крымского ханства в битве при Цецоре, первой битве при Хотине и против сил Мехмеда Абази-паши в Польско-турецкой войне 1633 года.
Однако во второй половине XVII в. положение татар в составе Речи Посполитой ухудшилось. Восстание Хмельницкого и Русско-польская война (1654-1667) разрушили большую часть основ жизни татар. В то же время в своих войнах против различных захватчиков Речь Посполитая использовала множество иностранных, нетатарских наёмников, которые часто в условиях хаоса и слабой дисциплины грабили местные фермы и землевладения. Это, в сочетании с растущими последствиями Контрреформации и связанным с этим снижением традиционной религиозной свободы в Речи Посполитой, привело к тому, что польская шляхта все чаще относилась ко всем тюркам и мусульманам, включая польско-литовских татар, с враждебностью. Кульминацией этого стало принятие в 1667 году нескольких законов, которые отменили татарские привилегии и ограничили их религиозные свободы. В частности, новые законы ограничивали выдвижение татар на командные должности, а также запрещали строительство новых мечетей на территории русинских воеводств Речи Посполитой. Наконец, сейм решил, что татарским солдатам должна быть выплачена только четвертая часть заработной платы (это относилось и к валашским частям).
Нарастающие волнения среди татар привели к тому, что польский король Ян II Казимир в 1668 году, незадолго до своего отречения, отменил эти законы. Но оскорбление было нанесено, и, что особенно важно, обещанная зарплата так и не была выплачена.

## Восстание
В восстании приняли участие от 2 до 3 тыс. татарских солдат, хотя точные цифры не установлены. Примечательно, что восстали только те татарские части, которые служили в армии Короны Королевства Польского, но не те части, которые служили в армии Великого княжества Литовского. Некоторые источники также утверждают, что к восстанию присоединилось неизвестное количество черни, лишённой средств к существованию в результате восстания Хмельницкого, и неизвестное количество черемисов.
В результате восстания татары стали подданными османского султана Мехмеда IV. Первоначально восставшие отряды объединили свои силы с союзным Османской Империей казачьим гетманом Петром Дорошенко и ожидали предполагаемого вторжения армии султана в Речь Посполитую. Во время польско-турецкой войны повстанцы служили проводниками и разведчиками основной армии султана, поскольку они были хорошо знакомы с местностью и в результате нанесли большой ущерб польско-литовским военным усилиям. Руководитель мятежа, ротмистр Александр Кричинский, служил беем крепости в Баре.
Когда в 1672 году основная турецкая армия осаждала Каменец-Подольский, татарские части грабили и жгли окрестности Подолья. Несколько раз татары, одетые в польскую форму, въезжали в польские деревни в качестве союзников, а затем быстро атаковывали и захватывали застигнутых врасплох жителей. После падения Каменца-Подольского султан поселил вокруг него часть татар, а после окончания восстания здесь остались жить татары, которые не вернулись в Речь Посполитую. Каменецкие татары и по сей день сохраняют свои отдельные традиции.
Вскоре большинство рядовых татарских воинов Кричинского стали недовольны своей участью при султане. В том же месяце, когда пал Каменец-Подольский, некоторые капитаны Кричинского направили польскому гетману Яну Собескому секретное письмо, в котором содержались десять условий, при которых татары были готовы вернуться на сторону Речи Посполитой. Сначала это предложение не было принято.

## Последствия
В конце концов, мятеж продлился недолго. Польско-литовские татары привыкли занимать привилегированные положения в Речи Посполитой и пользоваться многими личными свободами. В результате им было трудно принять строгое и абсолютное правление султана. Более того, территория вокруг Бара, которую им вместе со своим командиром отдали османы, была бедной, опустошённой войной и не представляла большой ценности для простых солдат. 
В 1673 году татарские рядовые взбунтовались в Баре, схватили и убили Кричинского. В то же время польские и литовские войска переломили ход войны с турками и добились многих успехов (например, во второй битве при Хотине). В 1674 году гетман Ян Собеский взял Бар, который защищали татары. Вместо того, чтобы наказать мятежников, он позволил им вернуться к прежней службе. Большинство татар вернулось в ряды польско-литовской армии и до конца войны сражалось на стороне Речи Посполитой. 
Во время польско-шведской войны Собеский командовал полком татарской кавалерии численностью около 2 000 человек, и в результате татары и Собеский пользовались большим уважением друг к другу. Последние мятежные отряды татар были вновь приняты в состав Речи Посполитой в 1691 году.
В 1679 году благодаря усилиям Собеского, ставшего королём Польши, сейм восстановил татарам привилегии и религиозные свободы, а просроченную заработную плату выплачивали землёй (часть которой принадлежала частным владениям Собеского). Большая часть дарованных владений находилась в восточной Польше и производилась навечно в обмен на гарантию будущей военной службы (которая должным образом выполнялась во всех последующих войнах). Регулярные солдаты получали небольшие фермы, а офицеры — более крупные земельные владения. Одна из местных легенд гласит, что король пообещал особо знатному ротмистру Олеевскому столько земли, сколько он сможет объехать на лошади за один день.
В последующие годы татары оставались верными Речи Посполитой. Они сражались вместе с Собеским во время его спасения Вены в 1683 году (где татарский полковник Самуил Мирза Кшечовский спас жизнь королю в последующем битве при Парканах). Польско-литовские татары, сражавшиеся под Веной, носили веточки соломы в своих шлемах, чтобы отличаться от татар, сражавшихся под командованием Кара Мустафы на турецкой стороне. Татары, посещающие Вену, традиционно носят соломенные шляпы в память об участии своих предков в прорыве осады Вены.
В период разделов Польши татары участвовали в борьбе за независимость Польши и Литвы в нескольких восстаниях. Они также служили в польской армии после того, как Польша восстановила свою независимость, и сражались против нацистской Германии во Второй мировой войне.

## В литературе
Восстание и связанная с ним польско-османская война составляют предысторию третьей части исторической трилогии Генриха Сенкевича (который сам был татарином) «Огонь в степи».